# Ömer Bayram
Ömer Bayram (Breda, 27 juli 1991) is een Nederlands-Turks voetballer die bij voorkeur als linksback speelt, maar ook als linksbuiten uit de voeten kan. Hij verruilde in juli 2024 Eyüpspor voor Amed SFK. Bayram debuteerde in 2018 in het Turks voetbalelftal

## Carrière
Bayram speelde in de jeugd bij VV PCP en VV Baronie voordat hij in de jeugdopleiding van NAC Breda kwam. Hij maakte op 30 januari 2010 zijn debuut in het eerste elftal van NAC, in een wedstrijd in de Eredivisie thuis tegen VVV-Venlo. Bayram speelde drie seizoenen met NAC in de Eredivisie, waarvan het laatste als basisspeler.
Bayram verhuisde in juli 2012 naar Kayserispor, op dat moment actief in de Süper Lig. Hij ging er nummer 38 dragen, omdat dit het kentekennummer is van de provincie Kayseri, waar zijn ouders oorspronkelijk vandaan komen. Bayram degradeerde in het seizoen 2013/14 met de club naar de TFF 1. Lig, om middels een kampioenschap daarin in 2014/15 terug naar het hoogste niveau te promoveren. Hij eindigde zijn vierde en laatste seizoen bij Kayserispor op de vijftiende plaats in de Süper Lig, één plek boven de degradatiestreep.
Bayram tekende in juni 2016 een contract tot medio 2019 bij Akhisar Belediyespor, de nummer acht van de Süper Lig in het voorgaande seizoen. Met zijn club won hij de Turkse voetbalbeker 2017/18 en de Turkse supercup 2018.
Op 31 augustus 2018 maakte hij de overstap naar Galatasaray. Op 8 september 2022 tekende hij een tweejarig contract bij Eyüpspor.

## Nationaal team
Bayram debuteerde op 1 april 2009 in Turkije onder 18, tegen leeftijdsgenoten uit Nederland. Hij speelde in verschillende Turkse vertegenwoordigende jeugdelftallen en het Turks B-voetbalelftal (A2). op 27 maart 2018 debuteerde Bayram In het Turks voetbalelftal in een oefenwedstrijd tegen Montenegro.